# Albert Boadella
Albert Boadella Oncins (Barcelona, 29 de julio de 1943) es un actor, dramaturgo español, director hasta 2012 de la compañía de teatro independiente Els Joglars.

## Biografía
Es hijo de Francisco Boadella y de Ángela Oncins y nació en la calle Padua n.º 9 de Barcelona. Estudió arte dramático en el Instituto del Teatro de Barcelona, en el Centre Dramatique de l'Est (Estrasburgo) y expresión corporal en París. Siendo todavía estudiante formó parte de la compañía de mimo de Italo Riccardi. 
En 1962, cuando sólo tenía 19 años, fundó en Barcelona, junto a sus compañeros Carlota Soldevila y Anton Font, Els Joglars, la compañía en la que desarrolla toda su carrera como actor, director y dramaturgo. Con Els Joglars ha estrenado más de una treintena de montajes, ninguno de los cuales ha pasado desapercibido. Sus obras acostumbran a tener una fuerte carga crítica y satírica, especialmente con el poder establecido y con cualquier poder fáctico, especialmente la Iglesia católica. Por esto ha sufrido problemas con autoridades políticas de distinto signo.
Su primer gran problema con las autoridades tuvo lugar el 2 de diciembre de 1977. Por La Torna, una sátira del proceso a Heinz Ches, fue encarcelado para ser sometido a un consejo de guerra por un presunto delito de injurias al Ejército español. El día antes de la vista protagonizó una espectacular fuga del Hospital Clínico de Barcelona y se refugió en Francia.
De vuelta en España, continuó creando polémica con obras como Teledeum, Ubú president, ácida crítica a Jordi Pujol, o Dalí.
Aparte de su currículum teatral, ha creado y dirigido diversos programas de televisión para diferentes cadenas (ver artículo de Els Joglars), y es autor de los libros El rapto de Talía (DeBolsillo, 2000) y del libro de memorias Memorias de un bufón (Espasa Calpe, 2001).
En 2003 escribió el guion y dirigió la película Buen viaje, excelencia, una caricatura de los últimos meses de vida del general Franco.
Gran aficionado a la tauromaquia, y público defensor del llamado arte de Cúchares, Boadella ha colocado con frecuencia la emoción del ritual taurino por encima del resto de las artes: «No existe en el mundo occidental ninguna ceremonia capaz de conmover y elevar con semejante fuerza al ser humano. [...] A lo largo de mi vida he gozado de las mejores expresiones del arte, en música, danza, ópera y teatro, pero nada es comparable al ritual taurino». En diciembre de 2006 estrenó en Madrid una obra de pequeño formato, a la manera de los «debates» medievales, titulada Controversia del toro y el torero, donde se alternan razones a favor y en contra de la fiesta. Su apoyo a las corridas de toros le ha supuesto tanto la admiración de las grandes figuras del toreo como José Tomás y Enrique Ponce, como acerbas críticas por parte de sectores antitaurinos. En sus memorias, Boadella se toma esto último con deportividad:

«Nadie me ha insultado con más fruición, saña y fanatismo como las que ejercen los antitaurinos con su beatífica máscara de antiviolentos. Pero [...] cuanta mayor presión desplieguen, al igual que los cristianos de la Roma antigua, más vigor y sentido adquirirá la tauromaquia. Con los toros intentaron acabar algunos papas y hasta poderosos monarcas. El resultado está a la vista: cada vez hay mayor número de ganaderías y se torea mejor.»
Albert Boadella, Adiós Cataluña, 2007, pág. 280

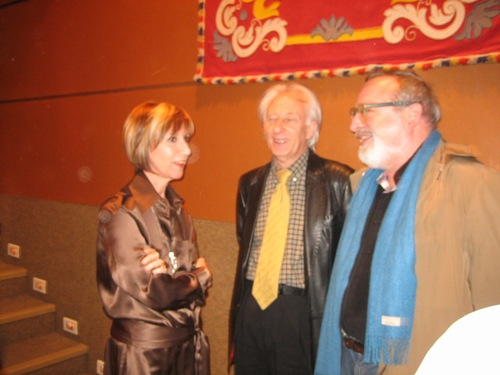
Acto de Ciutadans de Catalunya en Madrid: Rosa Díez, Albert Boadella y Fernando Savater.

En septiembre de 2007 su ensayo de memorias Adiós Cataluña. Crónicas de amor y de guerra ganó el XXIV Premio Espasa de Ensayo. En la presentación del libro, explicó que su adiós a Cataluña no era metafórico, sino real: anunció que no volvería a trabajar más en Cataluña ante el boicot que sufren sus obras en su propia tierra.
Desde 2009, según anunció en septiembre de 2008 Esperanza Aguirre, presidenta de la Comunidad de Madrid, fue director artístico de los Teatros del Canal hasta su renuncia en 2016.
El 11 de septiembre de 2012 anunció el traspaso de la dirección de la compañía Els Joglars a Ramon Fontserè. El anuncio se hizo durante la presentación de la temporada 2012-13 de la Compañía Nacional de Teatro Clásico, con la que Els Joglars ha producido la obra El coloquio de los perros, de Cervantes
En diciembre de 2012 ha sido galardonado con el premio Alfonso Ussía en la categoría de Personajes del Año, junto a Arturo Fernández.
En 2014, recibió el "Premio Sociedad Civil", que otorga anualmente Think Tank Civismo, en reconocimiento a su compromiso con la defensa de la libertad a lo largo de toda su trayectoria profesional.
En el año 2016 Universidad Internacional Menéndez Pelayo le concedió el Premio La Barraca a las Artes Escénicas en su novena edición.
Durante 2017 ha recibido el XX premio nacional de teatro Pepe Isbert que concede Amigos de los Teatros Históricos de España (AMIThE) y el XIII premio nacional universitario en tauromaquia "Joaquín Vidal", que concede el Círculo Taurino Universitario Don Luis Mazzantini.

## Trayectoria ideológica

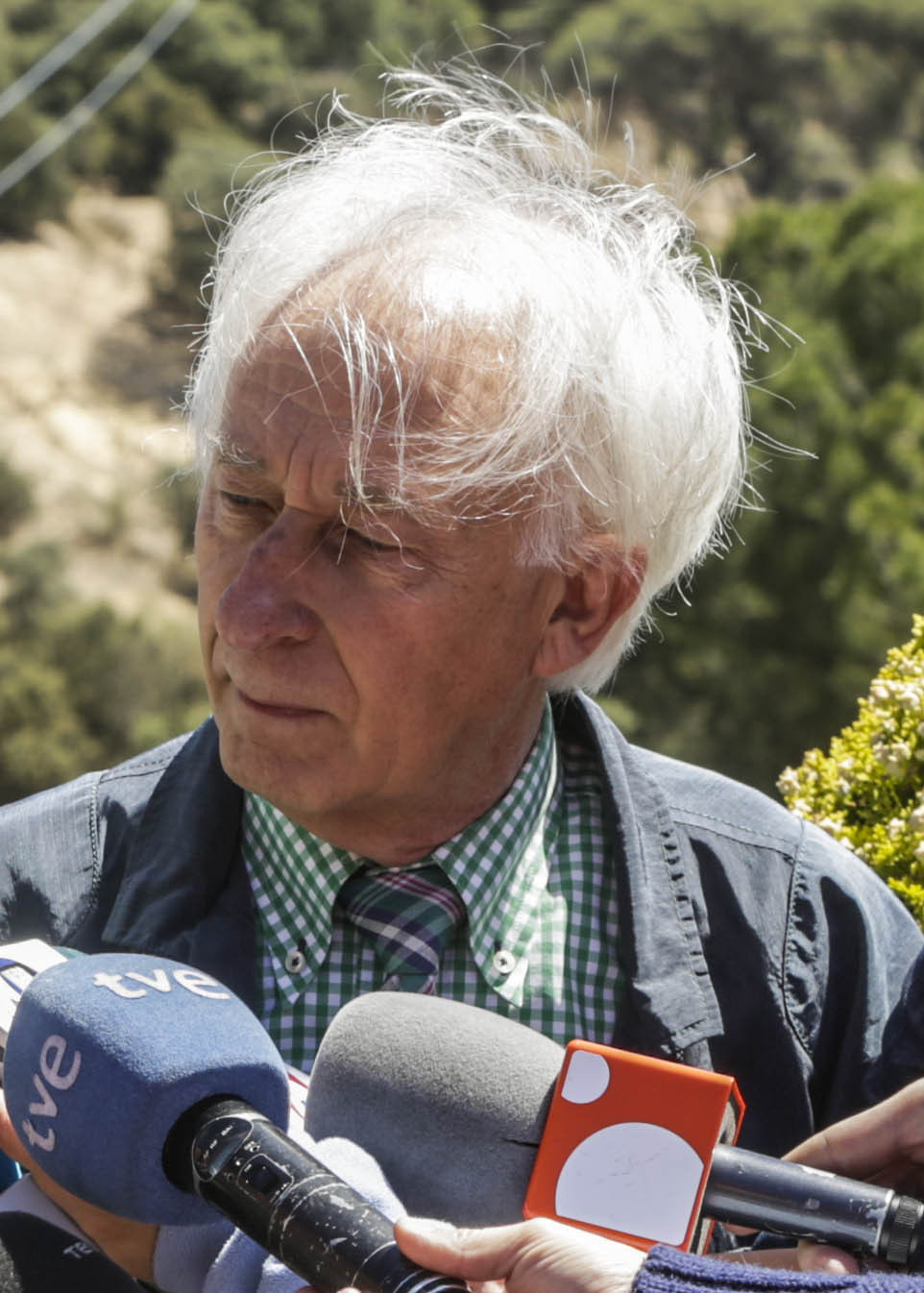
Boadella en 2015

Albert Boadella estuvo cercano en su primera juventud a posiciones catalanistas y, en general, a la izquierda antifranquista catalana, de la que fue un icono cultural (actuaba habitualmente junto a los integrantes de la nova cançó[cita requerida]), cuyo momento álgido fue el consejo de guerra que sufrió en 1977. Restaurada la Generalidad de Cataluña, y después de Operació Ubú que parodiaba a Jordi Pujol y que le enfrentó con el nacionalismo gobernante, se aproximó al PSC, por entonces en la oposición, aunque según confiesa en sus memorias más por buscar refugio ante los boicots del nacionalismo que por convicción.
A lo largo de su amplia trayectoria, con el común denominador de su defensa de la libertad y de su crítica al dogmatismo, ha realizado críticas furibundas al poder, fuese este del color que fuese: a Jordi Pujol, a Franco, a algunos obispos y a ERC, lo que le ha supuesto el odio de sectores aparentemente dispares, como la ultraderecha española, el independentismo catalán (de derechas y de izquierdas) y sectores del catolicismo.
Ha utilizado sus obras para hacer ácidas parodias a relevantes personajes de la cultura como Salvador Dalí, pero también para mostrar rendida admiración por otros como Josep Pla (en su Increíble historia del Dr. Floit & Mr. Pla). Todo ello le ha significado enemistades, tanto en el mundo teatral como sobre todo en el mundo institucional.
En 2002 Boadella fue una de las adhesiones al «Manifiesto contra la Muerte del Espíritu y de la Tierra», uno de los intentos de impulsar un ideario característico de la llamada Nouvelle Droite española, en la línea de la revista Hespérides.
Opuesto de forma «creativa» a la «deriva catalanista» atribuida al PSC a raíz del Pacto del Tinell y de las políticas del socialismo catalán en los años que llevó al frente del gobierno autonómico, fue uno de los intelectuales promotores de la plataforma cívica Ciutadans de Catalunya, de la que surgió el partido político Ciudadanos-Partido de la Ciudadanía. En el segundo congreso de este partido fue partidario de la lista opositora a la presentada por Albert Rivera, y tras la victoria de este se alejó del partido. Traspasó su apoyo al nuevo partido Unión Progreso y Democracia, con planteamientos análogos a la asociación Ciutadans de Catalunya, llegando a participar en su acto de presentación. Posteriormente volvió a apoyar en actos públicos al proyecto de Ciudadanos.
El 16 de enero del 2018 fue presentado como presidente en el exilio de Tabarnia, movimiento contrario a la independencia de Cataluña que utiliza la sátira pretendiendo separar algunos municipios de las provincias de Tarragona y Barcelona del resto creando una hipotética 18.ª comunidad autónoma que seguiría en España.

## Polémicas
Albert Boadella ha sido criticado en varias ocasiones por mantener unas posturas e ideologías abiertamente machistas y misóginas, a través de comentarios propios como "El acoso sexual se denuncia en el momento o se deja estar" o "Las manos de un macho no están para estar quietas" en referencia a los presuntos abusos sexuales y violaciones por Plácido Domingo.

## Televisión
- La Odisea, 5 capítulos - 5 capítulos (1976 - 1977) TVE

## Obras

### Teatro
- La torna (1977). Estrenada el 07.09.1977 en el Teatro Argensola de Barbastro (Huesca). Publicada en Institut d'Edicions de la Diputació de Barcelona, 2002.
- M•7 Catalònia (1978). Estrenada el 27.09.1978 en el Teatre Municipal de Perpinyà. Publicada en Institut d'Edicions de la Diputació de Barcelona, 2002.
- Operació Ubú (1981). Estrenada el 11.01.1981 en el Teatre Lliure de Barcelona. Publicada en Edicions 62, Barcelona, 1985.
- Teledeum o Conferència per a l'aplicació pràctica de cultures extingides dins la planificació general de l'informe "Wallace Müller" (1983). Estrenada en español el 05.12.1983 en el Aula de Cultura de Alicante y en catalán el 02.01.1984 en el Teatre Cirvianum de Torelló (Barcelona). Publicada en Institut d'Edicions de la Diputació de Barcelona, 2002.
- Columbi lapsus (1989). Estrenada el 10.11.1989 en el Teatre Municipal de Girona. Publicada en Institut d'Edicions de la Diputació de Barcelona, 2002.
- Yo tengo un tío en América (1991). Estrenada el 16.11.1991 en el Teatre Municipal de Girona. Publicada en Institut d'Edicions de la Diputació de Barcelona, 2002.
- El Nacional (1993). Estrenada el 14.10.1993 en el Teatre Municipal de Girona. Publicada en Institut d'Edicions de la Diputació de Barcelona, 2002.
- La increíble historia del Dr. Floit & Mr. Pla (1997). Estrenada el 15.09.1997 en el Teatre Romea de Barcelona. Publicada en Cátedra, 2006.
- Daaalí (1999). Estrenada el 10.09.1999 en el Teatro Jardín de Figueras (Gerona). Publicada en Cátedra, 2006.
- Ubú President o Los últimos días de Pompeya (2001). Estrenada el 21.11.2001 en el Teatro Poliorama de Barcelona. Publicada en Cátedra, 2006.
- El retablo de las maravillas (2004). Estrenada el 09.01.2004 en el Teatro Lope de Vega de Sevilla. Publicada en Cátedra, 2011.
- La torna de la torna (2005). Estrenada el 25.06.2005 en el Teatre Bartrina de Reus (Tarragona).
- En un lugar de Manhattan (2005). Estrenada el 04.11.2005 en el Teatro Salón de Alcalá de Henares (Madrid). Publicada en Cátedra, 2011.
- Controversia del toro y el torero (2006). Estrenada el 05.12.2006 en la Casa de América de Madrid. Publicada en Cátedra, 2011.
- La cena (2008). Estrenada el 09.05.2008 en el Teatro Lope de Vega de Sevilla. Publicada en Cátedra, 2011.
- 2036 Omena-G (2010). Estrenada el 11.02.2010 en el Teatro Lope de Vega de Sevilla.

### Ensayo y memorias
- El rapto de Talía (Plaza & Janés, 2000, Barcelona).
- Memorias de un bufón (Espasa, 2001, Madrid).
- Adiós Cataluña. Crónicas de amor y de guerra (Espasa, 2007, Madrid). Premio Espasa de Ensayo
- Dios los cría y ellos hablan de sexo, drogas, España, corrupción... (Planeta, 2010, Barcelona), junto a Fernando Sánchez-Dragó.
- Diarios de un francotirador. Mis desayunos con ella (Espasa, 2012, Madrid).
- ¡Viva Tabarnia! (Planeta, 2018, Barcelona), con prólogo de Mario Vargas Llosa.
- El Duque (Espasa, 2021, Madrid).
- Joven, no me cabree. Contra el infantilismo progresista de la sociedad actual (Penguin Random House, 2022, Barcelona), con prólogo de Cayetana Álvarez de Toledo.

### Cine
- Buen viaje, excelencia. (LolaFilms, 2003, Madrid).